# 馬拉糕

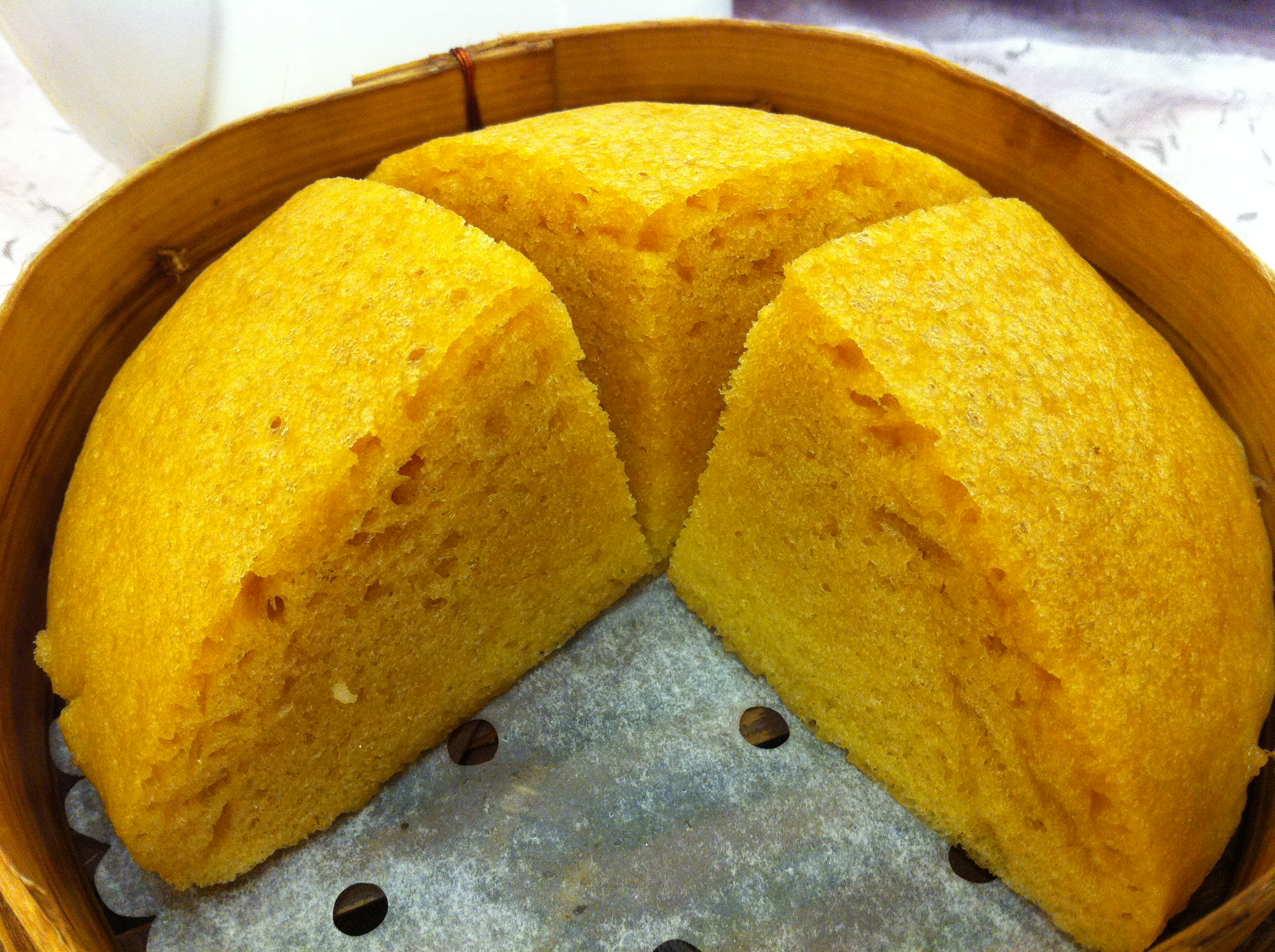
馬拉糕

馬拉糕，又稱馬來糕，是粵式茶樓的一種糕點，是香港及廣東茶樓常見的點心，相傳是英屬香港時期的廚師嘗試仿製英屬馬來亞的一款海綿蛋糕時，卻找不到當地常用的斑蘭葉，於是修改食譜，成功做出顏色金黃、口感鬆軟的糕點，現在被認為是香港的一種懷舊糕點。馬拉糕是隔水蒸製而成的蛋糕，在酒樓常使用蒸籠盛放及上桌。

## 概要
馬拉糕的特色是氣孔有三層，頂層是直的，而低層是橫的。茶樓內的馬拉糕通常製成一大型圓狀，切開成小塊發售。馬拉糕呈金黃色，新鮮吃時非常蓬鬆、柔軟，帶有輕微的香味。有些愛吃馬拉糕的人會專挑原來是在圓狀糕點周圍的部份來吃，因為旁邊的馬拉糕水蒸氣較少，口感特別好。

## 起源
馬拉糕雖然是香港的代表性糕點，但其起源已不可考，其中一個較為普遍的說法是英國人統治馬來半島後，仍保留下午茶進食糕點的習慣，海綿蛋糕於是在英屬馬來亞流行起來，當地人也開始模仿英國人做蛋糕，但因為在馬來半島椰奶比牛奶常見，烤箱也不易找，當地人於是使用椰奶取代牛奶，又使用東南亞常見的斑蘭葉調味，及使用蒸製方法取代烤箱，製作出綠色的斑蘭蛋糕。香港廚師在馬來西亞品嚐過這種斑蘭蛋糕後，於是參考這種蛋糕的食譜在香港製作，可是在香港很難找到斑蘭葉，惟有把可產生香氣的斑蘭葉省去，但把製作蛋糕的面糊加以發酵，蒸出金黃色及鬆軟的蛋糕，雖然缺乏斑蘭葉的香味，但能夠突出雞蛋的蛋香，並因為當初的意念來自馬來西亞斑蘭蛋糕，於是名為馬拉糕。

## 泡打粉含鋁
食肆基於時間及成本考量，大部分都不會使用長時間的發酵方法製作馬拉糕，而是於麵糊加入泡打粉，使完成後的馬拉糕有鬆軟口感。雖然使用泡打粉可大幅縮短製作時間，但舊時泡打粉普遍含有鋁，人體長期攝取鋁會有損健康，對腦部及生殖系統造成損害。現今市面上有含鋁泡打粉及無鋁泡打粉，無鋁泡打粉價格較高，也對健康較無負面影響。。

## 相關
- 點心